# Chambre commerciale de la Cour de cassation française
Pour les articles homonymes, voir Com.
La Chambre commerciale, financière et économique (abréviation : Com) de la Cour de cassation française est la formation de cette juridiction principalement compétente en matière commerciale. Elle examine notamment la plupart des pourvois formés dans les litiges qui "remontent" des tribunaux de commerce.

## Compétence
Les attributions de la chambre commerciale sont les suivantes :
- Assurance-crédit
- Banques et effets de commerce
- Bourse
- Cautionnement dans la vie des affaires
- Concurrence : concurrence déloyale et pratiques restrictives de concurrence visées à l'article L.442-1 du code de commerce
- Pourvois formés contre les arrêts de la cour d’appel de Paris en application de l’article L. 464-8 du Code de commerce (décisions de l'Autorité de la concurrence en matière de pratiques anticoncurrentielles visées par les articles L.420-1 et L.420-2 du code de commerce, 101 et 102 du TFUE)
- Droit fiscal : enregistrement, impôt de solidarité sur la fortune, douane
- Droit maritime et assurance maritime
- Sauvegarde des entreprises et procédures collectives
- Fonds de commerce
- Obligations, contrats commerciaux et contrats de distribution
- Professions commerciales
- Propriété industrielle (brevets d’invention, marques, dessins et modèles, contrefaçons)
- Sociétés civiles à l’exclusion des sociétés civiles immobilières, des sociétés civiles professionnelles et des coopératives agricoles
- Sociétés commerciales et autres personnes morales de droit commercial
- Transport de marchandises par voies routière, ferroviaire, fluviale ou aérienne